# Trou anionique
On appelle trou anionique (TA) la différence entre la somme des cations et celle des anions du plasma sanguin.

## Calcul
Normalement, il y a autant d'anions que de cations dans les conditions normales et le TA devrait être nul. Cependant, en routine, tous les électrolytes plasmatiques ne sont pas mesurés et on considère que le TA normal est de 16 meq/l (<16 mmol/l) et est calculé de manière simple par ([Na+]+[K+])−([Cl−]+[HCO3−]) (en mmol/l).

## Intérêt médical
Un TA élevé trahit la présence d'un excès d'anions indosés (lactates, phosphates, sulfates, protéines plasmatiques) et donc d'une acidose métabolique. Cependant, toute acidose ne s'accompagne pas d'une modification du TA. Ainsi en clinique humaine, il est habituel de distinguer les acidoses avec et sans augmentation du TA :
- acidoses à TA normal (appelées « hyperchlorémiques », la concentration en chlorure compensant la perte de [HCO3−]) :
  - perte digestive de bicarbonates ;
  - acidose tubulaire rénale ;
  - acidose par dilution ;
- acidoses à TA augmenté (appelées « normochlorémiques » : un acide augmente la concentration d'ions positifs, ce qui accentue le TA) :
  - acidose lactique (qui représente la moitié des acidoses à trou anionique élevé[1] avec cependant une faible sensibilité et spécificité[2]) ;
  - acidocétose diabétique ;
  - acidocétose alcoolique ;
  - arrêt cardiorespiratoire ;
  - insuffisance rénale ;
  - intoxications :
    - méthanol ;
    - éthylène glycol ;
    - acide acétylsalicylique (aspirine) ;
    - MDMA (amphétamines) ;
    - acide pyroglutamique (paracétamol).

En dehors des désordres de l'équilibre acidobasique, le trou anionique peut être modifié dans d'autres circonstances. Il est ainsi diminué dans les hypoalbuminémies et augmenté dans le cas contraire. Il peut également être légèrement augmenté dans les syndromes inflammatoires.